# Volongo
Volongo ist eine norditalienische Gemeinde (comune) in der Lombardei mit 454 Einwohnern (Stand 31. Dezember 2023). Die Gemeinde liegt etwa 23 Kilometer ostnordöstlich von Cremona am Oglio und am Parco dell'Oglio Sud und grenzt unmittelbar an die Provinzen Brescia und Mantua.